# Trait (Einheit)
Trait, Strich, (Linie), war die alte französische Bezeichnung für Millimeter gemäß einer Verordnung der französischen Regierung vom 13. Brumaire im Jahre 9 der neuen französischen Zeitrechnung. Das entspricht dem 2. November 1801. In der Schweiz wich das Längenmaß ab.
- Frankreich: 1 Trait = 1 Millimeter
- Schweiz: 1 Trait = 0,3 Millimeter
  - nach 1853: 10 Traits = 3,0 Millimeter = 1⁄10 Pouce = 1 Ligne[1]